# USS Vincennes (CA-44)
USS Vincennes (CA-44) là một tàu tuần dương hạng nặng của Hải quân Hoa Kỳ thuộc lớp New Orleans, là chiếc tàu chiến thứ hai được đặt tên theo thành phố Vincennes thuộc tiểu bang Indiana. Trong giai đoạn đầu của Chiến tranh Thế giới thứ hai, Vincennes được điều động từ Mặt trận châu Âu sang tăng cường cho Mặt trận Thái Bình Dương, từng tham gia cuộc không kích Doolittle và trận Midway trước khi bị đánh chìm trong trận chiến đảo Savo vào tháng 8 năm 1942.

## Thiết kế và chế tạo
Vincennes được đặt lườn bởi hãng Bethlehem Shipbuilding Company tại Quincy, Massachusetts vào ngày 2 tháng 1 năm 1934, được hạ thủy vào ngày 21 tháng 5 năm 1936, được đỡ đầu bởi Cô Harriet Virginia Kimmell, con gái Joseph Kimmell, Thị trưởng Vincennes, Indiana, và được đưa ra hoạt động vào ngày 24 tháng 2 năm 1937 dưới quyền chỉ huy của thuyền trưởng, Đại tá Hải quân Burton H. Green.

## Lịch sử hoạt động

### Những năm giữa hai cuộc thế chiến
Chiếc tàu tuần dương mới rời Boston vào ngày 19 tháng 4 năm 1937 cho chuyến đi chạy thử máy đưa nó đến Stockholm, Thụy Điển; Helsinki, Phần Lan; Le Havre, Pháp và Portsmouth, Anh. Đến đầu tháng 1 năm 1938, Vincennes được phân về Hải đội Tuần dương 7 trực thuộc Lực lượng tuần tiễu, và đã đi ngang qua kênh đào Panama đến San Diego, California. Vào tháng 3, nó tham gia cuộc tập trận Vấn đề Hạm đội XIX tại khu vực quần đảo Hawaii trước khi quay trở về San Pedro, California để hoạt động ở khu vực ngoài khơi Bờ Tây trong suốt phần còn lại của năm.
Sau một đợt đại tu tại Xưởng hải quân Mare Island kéo dài cho đến tháng 4 năm 1939, Vincennes quay trở lại khu vực Bờ Đông cùng với các tàu tuần dương chị em Quincy, Tuscaloosa và San Francisco, đi ngang qua kênh đào Panama vào ngày 6 tháng 6 và buông neo tại Hampton Roads vào ngày 13 tháng 6. Trong hai tháng tiếp theo sau, nó hoạt động tại khu vực ngoài khơi Norfolk chung quanh vịnh Chesapeaker và khu vực luyện tập phía Nam. Khi các quân đoàn của Adolf Hitler tiến vào Ba Lan khơi mào chiến tranh tại châu Âu vào ngày 1 tháng 9 năm 1939, Vincennes đang thả neo ngoài khơi Tompkinsville, New York. Nó bắt đầu thực hiện các cuộc Tuần tra Trung lập ngoài khơi bờ Đông kéo dài cho đến tận khu vực biển Caribbe và vịnh Yucatan, và tiếp tục nhiệm vụ này cho đến mùa Xuân năm 1940.
Vào cuối tháng 5, trong lúc lực lượng Đức quốc Xã phá tan việc phòng thủ của phe Đồng Minh tại Pháp, Vincennes di chuyển về phía quần đảo Azore và viếng thăm Ponta Delgada từ ngày 4 đến ngày 6 tháng 6 năm 1940 trước khi tiếp tục đi đến Maroc để chất lên tàu một số lượng vàng để chuyển đến Hoa Kỳ. Khi thả neo tại Casablanca, nó nhận được tin Ý đã tuyên chiến với Pháp, một hành động được xem là một "nhát đâm sau lưng" theo như lời phê bình của Tổng thống Franklin Roosevelt không lâu sau đó. Vị chỉ huy của Vincennes, Đại tá Hải quân J. R. Beardall (sau này trở thành Trợ lý Hải quân của Tổng thống), sau đó ghi chú trong báo cáo chính thức của chiếc tàu tuần dương rằng "rõ ràng là người Pháp thất vọng cay đắng về việc [tuyên chiến] này coi thường Ý về hành động trên." Sau khi rời vùng biển Bắc Phi vào ngày 10 tháng 6, chiếc tàu tuần dương quay trở về Hoa Kỳ chất dỡ món hàng kim loại quý rồi lại tiếp nối các cuộc tuần tra trung lập vất vả.
Được đại tu tại Xưởng hải quân Norfolk, Portsmouth, Virginia cho đến đầu tháng 1 năm 1941, Vincennes rời Hampton Roads ngày 7 tháng 1 cùng với Wichita, New York và Texas hướng đến vịnh Guantánamo, Cuba. Một lần nữa hoạt động tại vùng biển Caribbe, chiếc tàu tuần dương tập trận và huấn luyện tác xạ cùng với Wichita cho đến ngày 18 tháng 1, khi cả hai con tàu tuần dương đi đến Portland Bight, Jamaica. Tiến hành Tuần tra Trung lập từ cảng này, Vincennes cùng các tàu khác bảo vệ các vùng biển trung lập, và cuối cùng Hoa Kỳ chiếm đóng các căn cứ tại Caribbe.
Vincennes tham gia cùng các đơn vị khác của Hạm đội trong các cuộc thực tập đổ bộ tại Culebra, Puerto Rico vào ngày 4 tháng 2 năm 1941, và đã gửi các xuồng 50 ft (15 m) của nó hỗ trợ vào việc huấn luyện chất dỡ tiếp liệu và đổ bộ binh lính. Nó trợ giúp các tàu vận tải McCawley và Wharton trong việc đổ bộ người và vật liệu trước khi tham gia Đội Hỗ trợ Hỏa lực II. Sau đó chiếc tàu tuần dương bắn pháo mô phỏng hoạt động hỗ trợ hỏa lực bằng dàn pháo chính và pháo hạng hai trong các cuộc tập trận, báo trước vai trò tác chiến trong tương lai của nó tại Nam Thái Bình Dương.

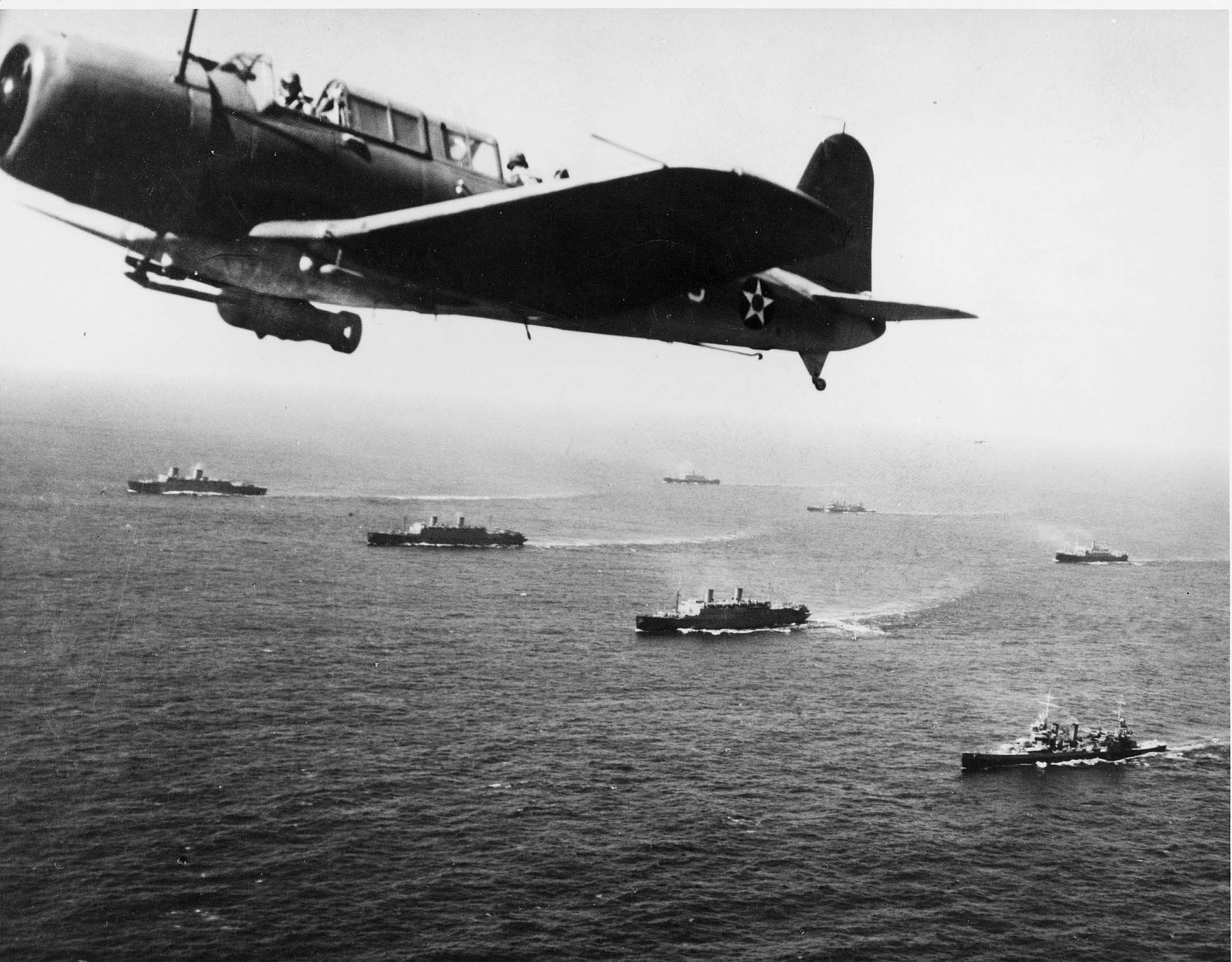
Đoàn tàu vận tải WS-12 trên đường đến Cape Town.

Trong thời gian còn lại của tháng 2, con tàu tiếp tục các hoạt động hỗ trợ đổ bộ cùng với các hải đội vận chuyển 2 và 7, thỉnh thoảng thả neo tại Mayagüez hoặc Guayanilla thuộc Puerto Rico. Tiến hành các hoạt động ngoài khơi vùng biển Puerto Rico, Vincennes ghé qua Pernambuco, Brasil, vào ngày 17 tháng 3 và lên đường vào ngày 20 tháng 3 hướng đến Cape Town thuộc Nam Phi. Được tiếp đón nồng nhiệt chín ngày sau đó, chiếc tàu tuần dương nhận lên tàu một lượng lớn dự trữ vàng để thanh toán cho các khoản mà Anh Quốc mua vũ khí của Hoa Kỳ, rồi nó lên đường hướng về nhà vào ngày 30 tháng 3. Nó tiến hành các cuộc thực tập trên đường đi trong chặng quay về New York; và sau một đợt sửa chữa ngắn sau chuyến đi, chiếc tàu chiến lên đường hướng đến Virginia Capes, nơi nó gặp gỡ tàu sân bay Ranger và tàu khu trục Sampson trước khi tiếp tục đi đến Bermuda, và thả neo tại vịnh Grassy vào ngày 30 tháng 4. Nó tiến hành tuần tra tại khu vực biển Caribbe và ngoài khơi bờ biển Đại Tây Dương của Hoa Kỳ cho đến tháng 6.
Sau khi tiếp tục các nhiệm vụ tuần tra trung lập trong mùa Thu, khi mà lực lượng hải quân Mỹ tại Bắc Đại Tây Dương cảm thấy một cuộc chiến tranh "thực tế" với Đức, Vincennes thực hiện một chuyến đi khác đến vùng biển Nam Mỹ. Nó rời khu vực Bờ Đông vào cuối tháng 11 cùng với Đoàn tàu vận tải WS-12, bao gồm những tàu vận tải Mỹ chuyển binh lính Anh Quốc. Vào ngày 7 tháng 12 năm 1941, Vincennes phải vượt qua một vùng biển đầy sóng gió, khi một xuồng máy bị đập tan ra nhiều mảnh và chiếc thủy phi cơ SOC Seagull bị giật từ nơi "neo đậu" xuống sàn tàu, va vào máy phóng và cửa hầm chứa máy bay trước khi bị cuốn xuống biển. Tuy nhiên, đến chiều tối hôm đó, chiếc tàu chiến biết rằng nó không chỉ phải chiến đấu với thiên nhiên khắc nghiệt: Hải quân Đế quốc Nhật Bản đã bất ngờ tấn công Trân Châu Cảng, đẩy Hoa Kỳ bước vào cuộc chiến tranh.

### Mở màn Chiến tranh Thế giới thứ hai
Sau khi đưa được đoàn tàu vận tải đến Cape Town an toàn vào ngày 9 tháng 12, Vincennes rời khỏi vùng biển Nam Phi vào ngày 16 tháng 12, đi ngang qua Trinidad để hướng đến Hampton Roads. Sau khi về đến Norfolk vào ngày 4 tháng 1 năm 1942. Nó chuyển đến New York bốn ngày sau đó để được trang bị cho chiến tranh. Đến cuối tháng, nó sáp nhập cùng với Hornet khi chiếc tàu sân bay bay tiến hành huấn luyện chạy thử máy ngoài khơi Bờ Đông Hoa Kỳ.
Vincennes khởi hành từ New York vào ngày 4 tháng 3 hướng sang Thái Bình Dương. Nó vượt qua kênh đào Panama vào ngày 11 tháng 3, rồi tiếp tục hướng đến San Francisco.

### Không kích Doolittle
Giờ đây nằm trong thành phần Lực lượng Đặc nhiệm 18 được hình thành chung quanh Hornet, Vincennes rời San Francisco vào ngày 2 tháng 4. Chiếc tàu sân bay mang theo một chuyến hàng đặc biệt trên sàn đáp: 16 máy bay ném bom tầm trung B-25 Mitchell của Không lực Lục quân Hoa Kỳ được giao nhiệm vụ tấn công vào trái tim của Nhật Bản. Vincennes gặp gỡ Lực lượng Đặc nhiệm 16, được hình thành chung quanh tàu sân bay Enterprise, và sức mạnh kết hợp của hai lực lượng đặc nhiệm này bắt đầu hướng sang phía Tây, vượt Thái Bình Dương nhắm đến vùng biển nhà Nhật Bản.
Sáng ngày 18 tháng 4, khi các tàu chiến Hoa Kỳ còn cách điểm xuất phát dự tính khoảng 150 mi (240 km), một sự cản trở không lường trước đã xảy ra. Các tàu đánh cá Nhật Bản phát hiện ra lực lượng đặc nhiệm và thông báo về sự xuất hiện của họ. Phó Đô đốc William Halsey quyết định cho cất cánh những chiếc máy bay ném bom ngay lập tức. Vì vậy, tất cả 16 chiếc máy bay ném bom Mitchell, vốn đã được chất đầy bom và nhiên liệu phụ trội, được cho cất cánh từ sàn đáp của Hornet để bay vào bầu trời đầy mây xám. Mặc dù cuộc ném bom chỉ gây những thiệt hại vật chất tối thiểu cho các đảo chính quốc Nhật Bản, nó đã gây ra một hiệu quả tâm lý lớn lao đối với cả hai phía. Khi được các nhà báo chất vấn về căn cứ mà các máy bay ném bom đã cất cánh, Tổng thống Roosevelt chỉ nói: "chúng xuất phát từ Shangri-La".
Lực lượng đặc nhiệm kết hợp Enterprise và Hornet rút lui về phía Đông, và đã về đến Trân Châu Cảng vào ngày 25 tháng 4. Lại lên đường năm ngày sau đó, và có sự hiện diện của Vincennes trong thành phần hộ tống, lực lượng đặc nhiệm tăng tốc độ hướng đến biển San hô. Tuy nhiên, chúng đã quá trễ để có thể tham gia vào Trận chiến biển Coral.

### Trận Midway
Lực lượng đặc nhiệm của Vincennes quay trở về Trân Châu Cảng vào ngày 26 tháng 5, nhưng rồi phải lại lên đường vào ngày 29 tháng 5 hướng đến vùng biển ngoài khơi đảo Midway. Căn cứ theo những tin tức tình báo Hoa Kỳ, một lực lượng chiếm đóng Nhật Bản đang tiếp cận hòn đảo san hô này. Đến ngày 4 tháng 6, chiếc tàu tuần dương hạng nặng cùng với tàu chị em Astoria tiến hành tuần tra phía Bắc Midway.
Lúc 16 giờ 40 phút, sau khi các cuộc không kích của Hải quân Mỹ đã phá hỏng ba trong số bốn tàu sân bay Nhật Bản: Akagi, Kaga và Sōryū, một toán máy bay ném bom-ngư lôi Nakajima B5N "Kate" xuất phát từ tàu sân bay Hiryū tiếp cận từ hướng Bắc. Radar của Lực lượng Đặc nhiệm 17 nhanh chóng bắt được tín hiệu của chúng ở khoảng cách 15 mi (24 km), và Yorktown tung máy bay của nó ra đánh chặn trong khi lực lượng tàu hộ tống được triển khai nhằm tập trung mật độ hỏa lực phòng không tối ưu chống lại đối phương đang tiến đến gần. Ba phút sau khi chiếc máy bay đầu tiên bị phát hiện, máy bay tiêm kích F4F Wildcat từ tàu sân bay đã bắn trúng một chiếc "Kate", chiếc máy bay ném ngư lôi Nhật lượn xoắn ốc trên bầu trời để lại một vệt khói dài trước khi rơi xuống biển.
Vincennes khai hỏa lúc 16 giờ 44 phút với các khẩu đội pháo phòng không pháo 127 mm (5 inch)/25 caliber, 20 mm và 1,1 in (28 mm). Bẻ lái chầm chậm sang mạn phải và tăng tốc độ lên đến 25 kn (29 mph; 46 km/h), Vincennes giữ cho các khẩu pháo bên mạn trái tiếp tục hướng vào máy bay đối phương. Trong khi lướt qua các vệt ngư lôi, nó bắn trúng một chiếc "Kate" và chiếc máy bay ném ngư lôi rơi xuống biển cách 150 yd (140 m) bên mạn trái mũi tàu.
Cuộc đối đầu ác liệt kết thúc nhanh chóng giống như lúc mở màn. Lực lượng Nhật Bản đã bị đẩy lui, nhưng với một thiệt hại nặng cho phía Mỹ. Yorktown bị đánh trúng và bị nghiêng sang mạn trái, từ từ chết đứng giữa biển. Vincennes cùng với Astoria vây quanh chiếc tàu sân bay để hỗ trợ, bảo vệ nó khỏi các đợt không kích khác. Tuy nhiên, vào ngày 6 tháng 6, tàu ngầm Nhật I-168 đã vượt qua hàng rào phòng thủ của sáu tàu khu trục để phóng ngư lôi nhắm vào Yorktown và tàu khu trục Mỹ Hammann, đánh chìm ngay lập tức chiếc thứ hai. Chiếc tàu sân bay bị chìm vào sáng sớm ngày 7 tháng 6.
Quay trở về Trân Châu Cảng, Vincennes đi vào xưởng tàu để sửa chữa và cải biến vốn kéo dài cho đến đầu tháng 7. Sau đó, nó tiến hành các cuộc thực tập chiến thuật ngoài khơi vùng biển Hawaii cùng các tàu chiến khác của Lực lượng Đặc nhiệm 11 trước khi rời khu vực Hawaii vào ngày 14 tháng 7 để gặp gỡ các lực lượng đặc nhiệm 16, 18 và 62.

### Chiến dịch Guadalcanal

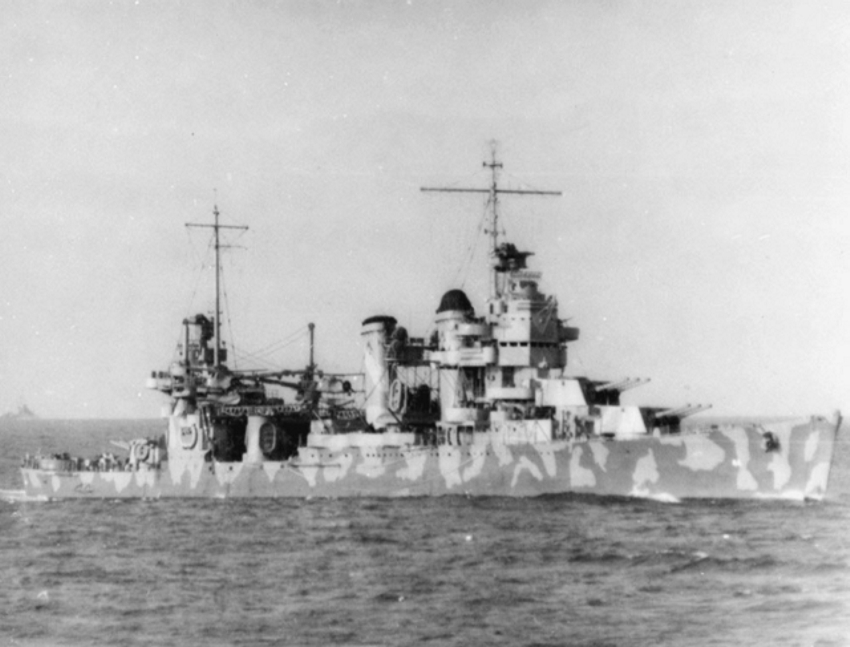
USS Vincennes trên đường đi đến Guadalcanal.

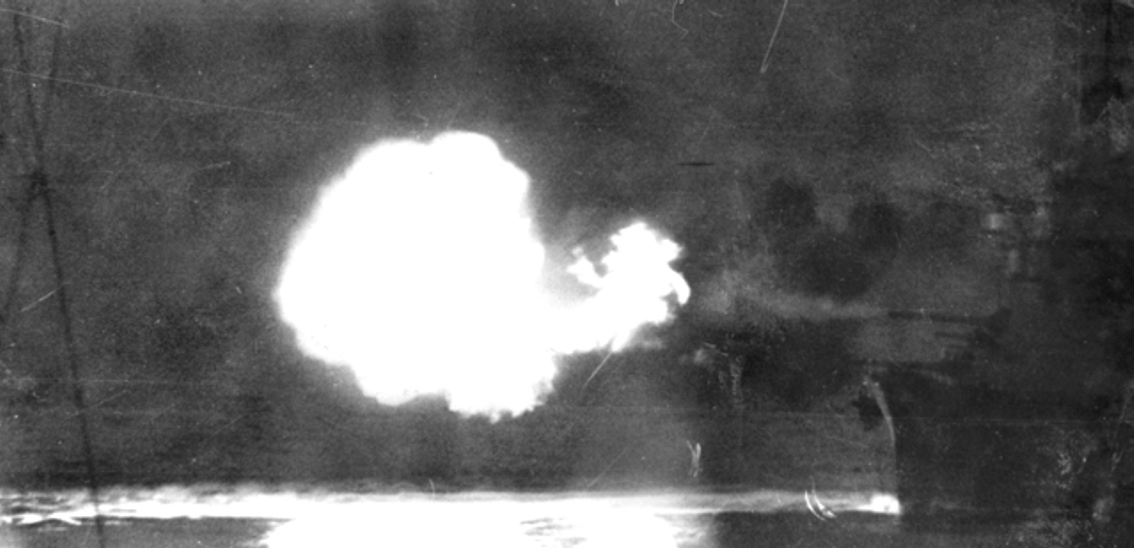
Vincennes đang bắn phá Guadalcanal vào sáng ngày 7 tháng 8 năm 1942.

Bảo vệ cho hải đội tàu vận tải mang mật danh "X-ray" tham gia cuộc đổ bộ lên Guadalcanal, cùng với các tàu tuần dương San Juan và Quincy, Vincennes gia nhập Lực lượng Đặc nhiệm 62 vào ngày 26 tháng 7. Sang ngày 27 tháng 7, nó tiến hành các bài tập tiếp cận để thực hành đổ bộ và luyện tập mô phỏng bắn phá ngoài khơi đảo Koro thuộc quần đảo Fiji. Đảm trách vai trò soái hạm của Đội Đặc nhiệm 62.3, Vincennes tiếp tục trực chiến trong thành phần lực lượng bảo vệ tại khu vực trung chuyển trước khi tiến hành các cuộc thực tập hỗ trợ tiếp cận và đổ bộ khác.
Sau khi được tiếp nhiên liệu và tiếp tế, chiếc tàu tuần dương tham gia hải đội Mỹ tiến đến quần đảo Solomon. Vincennes bảo vệ cho nhóm tàu vận tải "Yoke" đi đến ngoài khơi Guadalcanal vào ngày 7 tháng 8. Lúc bình minh, dưới bầu trời u ám, nó cho phóng thủy phi cơ trinh sát rồi hướng các khẩu pháo chính và pháo hạng hai vào bờ. Dưới làn hỏa lực hỗ trợ mạnh mẽ, thủy quân lục chiến rời khỏi xuồng đổ bộ của họ tiến vào bờ dưới sự kháng cự yếu ớt của đối phương.
Không lâu sau 13 giờ 20 phút, máy bay Nhật Bản tung ra một đợt phản công. Ở vị trí về phía Tây lực lượng đổ bộ, Vincennes nhận ra nó ở vị trí thuận lợi để chống trả cuộc tấn công và theo dõi các máy bay đối phương, trở thành một trong số những tàu chiến đầu tiên khai hỏa vào đối thủ. Buộc phải phóng bỏ sớm số bom đạn mà chúng mang theo, máy bay Nhật Bản rút lui mà không gây được hư hại gì, nhưng cũng đủ lâu để Vincennes kịp bắn trúng hai trong số chúng. Sau khi mặt trời lặn, Vincennes, Quincy và Astoria hợp cùng các tàu khu trục Helm và Jarvis rút lui để tiến hành các cuộc tuần tra bảo vệ.
Quay trở lại nhiệm vụ bảo vệ vào lúc bình minh, Vincennes đi đến khu vực vận chuyển của "X-ray" ngoài khơi Guadalcanal lúc trời sáng. Ngay trước giữa trưa, với ý định trả thù cho những thiệt hại vào ngày hôm trước cùng ngăn chặn việc đổ bộ của lực lượng Mỹ, không quân Nhật Bản lại đột kích từ Rabaul; 27 chiếc máy bay ném bom Mitsubishi G4M "Betty" lao nhanh ở tầm thấp để tấn công bằng ngư lôi và hỏa lực pháo xuống các tàu vận tải cùng các tàu tuần dương và khu trục hộ tống chúng. Ở cách các tàu vận tải 3.000 yd (2.700 m), lại giống như ngày hôm trước, Vincennes ở vào vị trí thuận tiện và đã khai hỏa với mọi cỡ pháo có được của mình, từ 8 in (200 mm) đến 20 mm, nhắm vào những kẻ tấn công.
Trong cuộc đối đầu diễn ra sau đó, chiếc tàu tuần dương đã sử dụng các khẩu pháo 8 in (200 mm) của nó một cách hiệu quả, giúp bắn rơi ít nhất bảy chiếc "Betty" vốn đã bay ở độ cao chỉ có 25 đến 50 ft (7,6 đến 15,2 m). Những phát đạn pháo từ dàn pháo chính đã khiến phi công Nhật đâm vào những bức tường nước hoặc buộc họ phải thay đổi nhanh hướng bay tiếp cận. Vincennes né tránh được một quả ngư lôi băng ngang bên dưới đuôi tàu cùng một quả bom rơi cạnh mạn trái phía sau. Tháp tùng theo chiếc tàu tuần dương, Jarvis trúng phải một quả ngư lôi mà cuối cùng đã loại nó ra khỏi vòng chiến.
Vào xế trưa, trinh sát trên không đã báo cáo về một lực lượng tàu nổi Nhật Bản đang di chuyển từ căn cứ của chúng ở Rabaul, được cho là bao gồm ba tàu tuần dương, ba tàu khu trục và hai pháo hạm hoặc tàu chở thủy phi cơ, đang tiến về phía Nam. Trong khi Jarvis cố lếch khỏi Lunga Point, Vincennes cùng các tàu chị em Quincy và Astoria, trong thành phần lực lượng hộ tống phía Bắc, di chuyển đến một địa điểm ngoài khơi đảo Savo để bảo vệ các tàu vận tải mong manh vốn còn đang chất dỡ hàng hóa xuống bãi đổ bộ. Đại tá Frederick Lois Riefkohl chỉ huy chiếc Vincennes dự đoán rằng các tàu đối phương được báo cáo đang trên đường đi từ Rabaul sẽ tung ra và hỗ trợ cho một cuộc không kích khác vào sáng sớm ngày hôm sau. Vì vậy ông ra các chỉ thị hoạt động ban đêm đặc biệt cẩn trọng trong việc canh gác ban đêm và dự đoán một cuộc không kích khác vào lúc bình minh.

### Bị mất trong Trận chiến đảo Savo
Khoảng nữa đêm ngày 8 tháng 8, sau khi đã có mặt liên tục trên cầu tàu từ 04 giờ 45 phút sáng, Riefkohl quay trở về phòng riêng của ông sát cạnh phòng hoa tiêu. Lúc 00 giờ 50 phút ngày 9 tháng 8, ông chuyển quyền chỉ huy con tàu cho Sĩ quan Cao cấp (Thuyền phó), Trung tá W. E. A. Mullan.
Gần một giờ sau đó, lúc vào khoảng 01 giờ 45 phút, trinh sát viên trông thấy ánh chớp về phía Nam, kèm theo tiếng ầm của đạn pháo. Lệnh báo động trực chiến vang lên khắp con tàu. Các quan sát viên của Vincennes' chứng kiến việc tiêu diệt lực lượng hộ tống phía Nam, được xây dựng chung quanh các tàu tuần dương HMAS Canberra và Chicago, mà không biết rằng một lực lượng tàu nổi đối phương hùng mạnh đang hướng về phía họ. Sáu tàu tuần dương và một tàu khu trục dưới quyền chỉ huy của Phó Đô đốc Gunichi Mikawa đã quay sang phía Bắc hướng thẳng về phía Vincennes cùng hai tàu chị em.
Những chùm tia đèn pha Nhật Bản đầu tiên đã bắt gặp Vincennes trong màu sơn ngụy trang loang lổ không lâu sau 01 giờ 55 phút, và chiếc tàu tuần dương Mỹ khai hỏa với dàn pháo chính nhắm vào ánh đèn pha quấy rối đó. Tuy nhiên trong vòng một phút, đạn pháo Nhật bắt đầu vây quanh con tàu. Cầu tàu và cột ăn-ten cùng cấu trúc thượng tầng của Vincennes bị bắn trúng ngay trong loạt đạn pháo đầu tiên.
Đổi hướng sang trái, Riefkohl, vốn đã có mặt ngay trên cầu tàu sau khi được báo động, đã truyền lệnh tăng tốc độ xuống phòng máy. Với hệ thống liên lạc nội bộ bị gián đoạn, không rõ là mệnh lệnh này có được thực hiện hay không. Tiếp tục di chuyển ở tốc độ 19,5 kn (22,4 mph; 36,1 km/h), chiếc tàu tuần dương hạng nặng loạng choạng dưới ảnh hưởng của một loạt đạn pháo bắn trúng trực tiếp khác.
Một vài quả đạn pháo trong loạt đạn này đã làm bốc cháy các thủy phi cơ trong khoang chứa của Vincennes, đám cháy lan tràn ngăn cản mọi nỗ lực dập lửa. Một phát bắn trúng trực tiếp khác đã loại bỏ tháp điều khiển hỏa lực phòng không phía sau. Đến 02 giờ 00, Vincennes bẻ lái sang mạn phải trong một cố gắng nhằm né tránh hỏa lực pháo chính xác của đối phương, nhưng các pháo thủ Nhật đã không để cho con tàu đã bị hư hỏng chạy thoát. Một hay hai quả ngư lôi "Long Lance" sau đó đã đánh trúng phòng nồi hơi số 1, khiến nó không thể hoạt động được nữa.

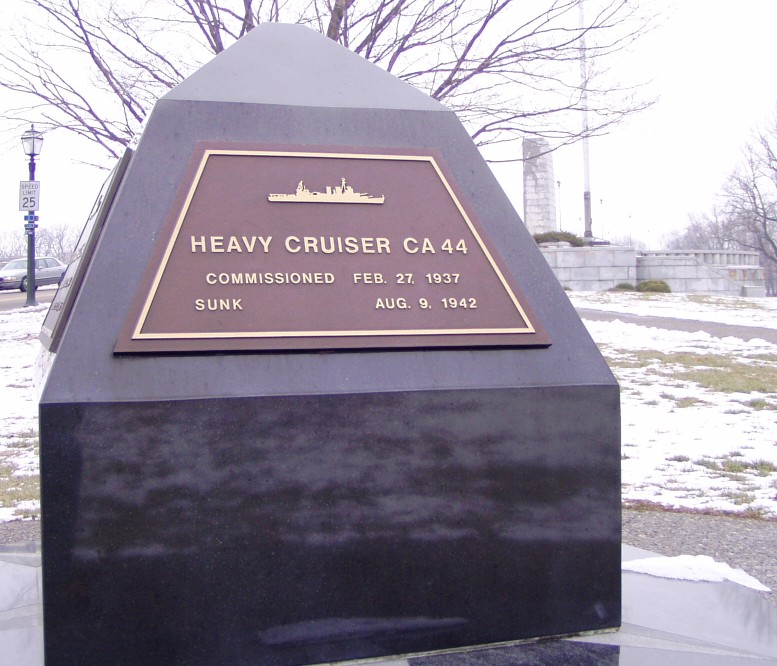
Đài tưởng niệm USS Vincennes

Mất điều khiển lái năm phút sau đó, Vincennes chết đứng giữa biển trong vòng vài phút. Đạn pháo bắn trúng đã nhanh chóng hạn chế hỏa lực của nó chỉ còn một phần so với ban đầu, và cuối cùng im tiếng hoàn toàn. Bị bắn trúng ít nhất 57 phát đạn pháo 8 in (200 mm) và 5 in (130 mm), con tàu ngày càng nghiêng một cách đáng lo ngại.
Như là một sự nhân từ, lực lượng Nhật Bản ngừng bắn và rút lui lúc 02 giờ 10 phút, để lại đảo Savo và các thân tàu đang bốc cháy của ba chiếc tàu tuần dương Hoa Kỳ thuộc lực lượng hộ tống phía Bắc. Khi độ nghiêng của Vincennes sang mạn trái tiếp tục gia tăng, Riefkohl truyền lệnh bỏ tàu lúc 02 giờ 30 phút. Áo phao và bè cứu sinh còn lại được mang ra, và thủy thủ đoàn bắt đầu bỏ tàu. Đến 02 giờ 40 phút, thuyền trưởng đi xuống sàn chính gia nhập cùng những người cuối cùng rời chiếc tàu đang chìm, nhảy vào dòng nước ấm của vùng biển mà sau này được đặt tên là eo biển Đáy Sắt.
Vincennes lật nghiêng và chìm lúc khoảng 02 giờ 50 phút ngày 9 tháng 8 năm 1942, khoảng 2,5 hải lý (4 km) về phía Đông đảo Savo thuộc nhóm quần đảo Solomon, ở độ sâu 910 m.

## Phần thưởng
Vincennes được tặng thưởng hai Ngôi sao Chiến đấu do thành tích phục vụ trong Chiến tranh Thế giới thứ hai.